# Propicimex
Propicimex is een geslacht van wantsen uit de familie van de Cimicidae (Bedwantsen). Het geslacht werd voor het eerst wetenschappelijk beschreven door Usinger in 1966.

## Soorten
Het genus bevat de volgende soorten:

- Propicimex limai (Pinto, 1927)
- Propicimex tucmatiani (Wygodzinsky, 1951)